# Marsha Milan Londoh
Marsha Milan Londoh (6 de dezembro de 1985 em Berrien Springs, Michigan, Estados Unidos) é uma cantora e atriz malaia. Marsha ganhou fama por ser concorrente na competição reality show malaio Akademi Fantasia, 3ª temporada no qual ela ganhou o quarto lugar.
Em 2013, Londoh dublou a voz de Elsa na versão para a Malásia de Frozen da Disney, o segundo filme Disney à ser dublado em Língua malaia para lançamento no cinema depois de Tarzan em 1999.

## Vida pessoal
Londoh é da etnia Kadazan-Dusun de Tamparuli, Sabá. Norlinda Nanuwil, que foi o primeiro vice-campeã da 2ª temporada de Akademi Fantasia é prima dela.

## Akademi Fantasia
Londoh doi uma das finalistas na terceira temporada de Akademi Fantasia.
| Semana   | Canção                                                 |
| -------- | ------------------------------------------------------ |
| Semana 1 | "Awan Yang Terpilu" de Ning Baizura                    |
| Semana 2 | "Ingin Bersamamu" de Syafinaz                          |
| Semana 3 | "Lelaki Idaman" de Melly Goeslaw                       |
| Semana 4 | "Tunggu Sekejap" de P. Ramlee                          |
| Semana 5 | "Bossanova" de Saloma                                  |
| Semana 6 | "Destiny" de Jim Brickman                              |
| Semana 7 | "Jambatan Tamparuli" de Justin Lusah (cantor original) |
| Semana 8 | "Cobalah Untuk Setia" de Krisdayanti                   |
| Semana 9 | "Ku Pendam Sebuah Duka" de Khadijah Ibrahim            |
| Final    | "Manusia" de Saloma "Untuk Terakhir Kali" dela mesma   |

## Carreira de atriz
Londoh desempenhou um papel no web drama malaio, intitulado Kerana Karina.

## Filmografia
| Ano  | Filme                         | Papel                         | Notas                 |
| ---- | ----------------------------- | ----------------------------- | --------------------- |
| 2006 | Misi 1511                     | desconhecido                  |                       |
| 2008 | Saus Kacang                   | Mae                           | Indonesian Production |
| 2009 | Senario episode 2: Beach Boys | Zuraidah (personagem suporte) |                       |
| 2009 | Magika                        | Puteri Santubong              | KRU Production        |
| 2009 | 4 Madu                        | Zarra                         | Papel principal       |
| 2011 | Cun                           | Siti Senjakala                | Comédia romântica     |
| 2012 | Kahwin 5                      | Baby Bah                      | desconhecido          |

### Telemovies
- 2005: Rumah Terbuka AF3
- 2005: Gitu-gitu Raya
- 2008: Besan vs Madu
- 2008: 5 saat
- 2009: Beautiful Maria
- 2009: Cinta Meriam Buluh
- 2009: Marah-marah Sayang
- 2009: Pun Pun
- 2010: Takdir
- 2010: Kum Kum
- 2011: Ekspres Dania
- 2011: Hantu susu

### Séries
- 2006: Kirana
- 2008: Mega Sekeping Hati
- 2009: Korban 44
- 2010: Hotel Mania
- 2010: K.I.T.A
- 2010: Dottie
- 2010: Salon
- 2010: Awan Dania 3
- 2010: Seribu Kali Cinta
- 2011: Asmara 2
- 2011: Kum Kum the series
- 2011: Dunia Kita
- 2011: 24 hari sebelum mencari cinta
- 2012: Bicara hati
- 2012: Mihrab Cinta
- 2012: Berita Hangit
- 2013: Duri Di Hati
- 2013: Benci VS Cinta

### Dramas online
- 2007: Kerana Karina 1
- 2008: Kerana Karina 2
- 2008: Kerana Karina 3

## Reconhecimento
Prêmios
| Ano  | Prêmio                         | Categoria                            | Resultado |
| ---- | ------------------------------ | ------------------------------------ | --------- |
| 2005 | Akademi Fantasia 3             | Entre os quatro Finalistas           | 4ª lugar  |
| 2006 | Anugerah Bintang Popular BH 19 | Penyanyi Wanita Baru Paling Popular  | Indicado  |
| 2006 | Anugerah Industri Muzik 13     | Best Promising Artists               | Indicado  |
| 2009 | Anugerah Industri Muzik 16     | Melhor performance vocal em um dueto | Indicado  |
| 2009 | Shout! Awards                  | Hot Chick Award                      | Indicado  |